# IC 4399
IC 4399 ist eine Spiralgalaxie vom Hubble-Typ Sb im Sternbild Bärenhüter am Nordsternhimmel. Sie ist schätzungsweise 489 Millionen Lichtjahre von der Milchstraße entfernt und hat einen Durchmesser von etwa 160.000 Lj. 

Im selben Himmelsareal befinden sich u. a. die Galaxien NGC 5553, IC 4395, IC 4397, IC 4405.
Das Objekt wurde am 23. Juni 1889 von Guillaume Bigourdan entdeckt.